# Puig Colom d'Avall
El Puig Colom d'Avall és una muntanya de 1.196,7 metres del límit dels termes comunals de Serrallonga i el Tec, tots dos de la comarca del Vallespir, a la Catalunya del Nord.
Es troba a la zona occidental del terme de Serrallonga, al límit amb el Tec. Respecte d'aquest terme és al sud.